# Inline-Speedskating-Weltmeisterschaften 1993
Die Inline-Speedskating-Weltmeisterschaften 1993 wurden vom 22. bis 29. September 1993 im US-amerikanischen Colorado Springs ausgetragen. Die Wettkämpfe fanden auf der Bahn statt.

## Frauen
| Distanz              | Gold                                                            | Silber             | Bronze               |
| Bahn                 | Bahn                                                            | Bahn               | Bahn                 |
| -------------------- | --------------------------------------------------------------- | ------------------ | -------------------- |
| 300 m Einzelsprint   | Vicci King                                                      | Jennifer Rodriguez | Heather Laufer       |
| 500 m Sprint         | Jennifer Rodriguez                                              | Heather Laufer     | Elisabetta Giorgini  |
| 1500 m Sprint        | Heather Laufer                                                  | Jennifer Rodriguez | Vicci King           |
| 3000 m Massenstart   | Debby Ann Tilling                                               | Eva Sanchez        | Eva Maria Richardson |
| 5000 m Massenstart   | Jennifer Rodriguez                                              | Debby Ann Tilling  | Vicci King           |
| 10000 m Punkte       | Moira Tolomei                                                   | Heather Laufer     | Debby Ann Tilling    |
| 15000 m Ausscheidung | Jerica Trevena                                                  | Debby Ann Tilling  | Jennifer Rodriguez   |
| 5000 m Staffel       | Vereinigte Staaten Vicci King Jennifer Rodriguez Heather Laufer | Italien            | Australien           |

## Männer
| Distanz              | Gold                                                | Silber         | Bronze         |
| Bahn                 | Bahn                                                | Bahn           | Bahn           |
| -------------------- | --------------------------------------------------- | -------------- | -------------- |
| 300 m Einzelsprint   | Tony Muse                                           | Dante Muse     | Derek Parra    |
| 500 m Sprint         | Tony Muse                                           | Davy Willems   | Derek Parra    |
| 1500 m Sprint        | Derek Parra                                         | Tony Muse      | Dante Muse     |
| 3000 m Massenstart   | Dante Muse                                          | Derek Parra    | Arnaud Gicquel |
| 5000 m Massenstart   | Marco Giannini                                      | Dante Muse     | Filippo de Riu |
| 10000 m Punkte       | Dante Muse                                          | Derek Parra    | Tony Muse      |
| 20000 m Ausscheidung | Derek Parra                                         | Arnaud Gicquel | Tony Muse      |
| 10000 m Staffel      | Vereinigte Staaten Tony Muse Dante Muse Derek Parra | Kolumbien      | Argentinien    |